# XL-All Motorcycle
XL-All Motorcycle war ein britischer Hersteller von Motorrädern und Automobilen.

## Unternehmensgeschichte
Das Unternehmen stellte Motorräder her. 1906 begann die Produktion von Automobilen. Der Markenname lautete Eclipse. Im gleichen Jahr endete deren Produktion.

## Automobile
Im Angebot standen Dreiräder. Ein V2-Motor trieb die Fahrzeuge an. Weitere Details sind nicht bekannt.